# Walthère Thys
Walthère Pierre Thys (Tongeren, 14 januari 1899 - 13 juli 1971) was een Belgisch volksvertegenwoordiger.

## Levensloop
Thys was gemeenteraadslid van Tongeren van 1932 tot 1970.
In 1945 werd hij secretaris van de Limburgse Metaalbewerkersbond. 
In 1960 werd hij socialistisch volksvertegenwoordiger voor het arrondissement Tongeren-Maaseik en vervulde dit mandaat tot in 1968.